# Paris / London – Testament

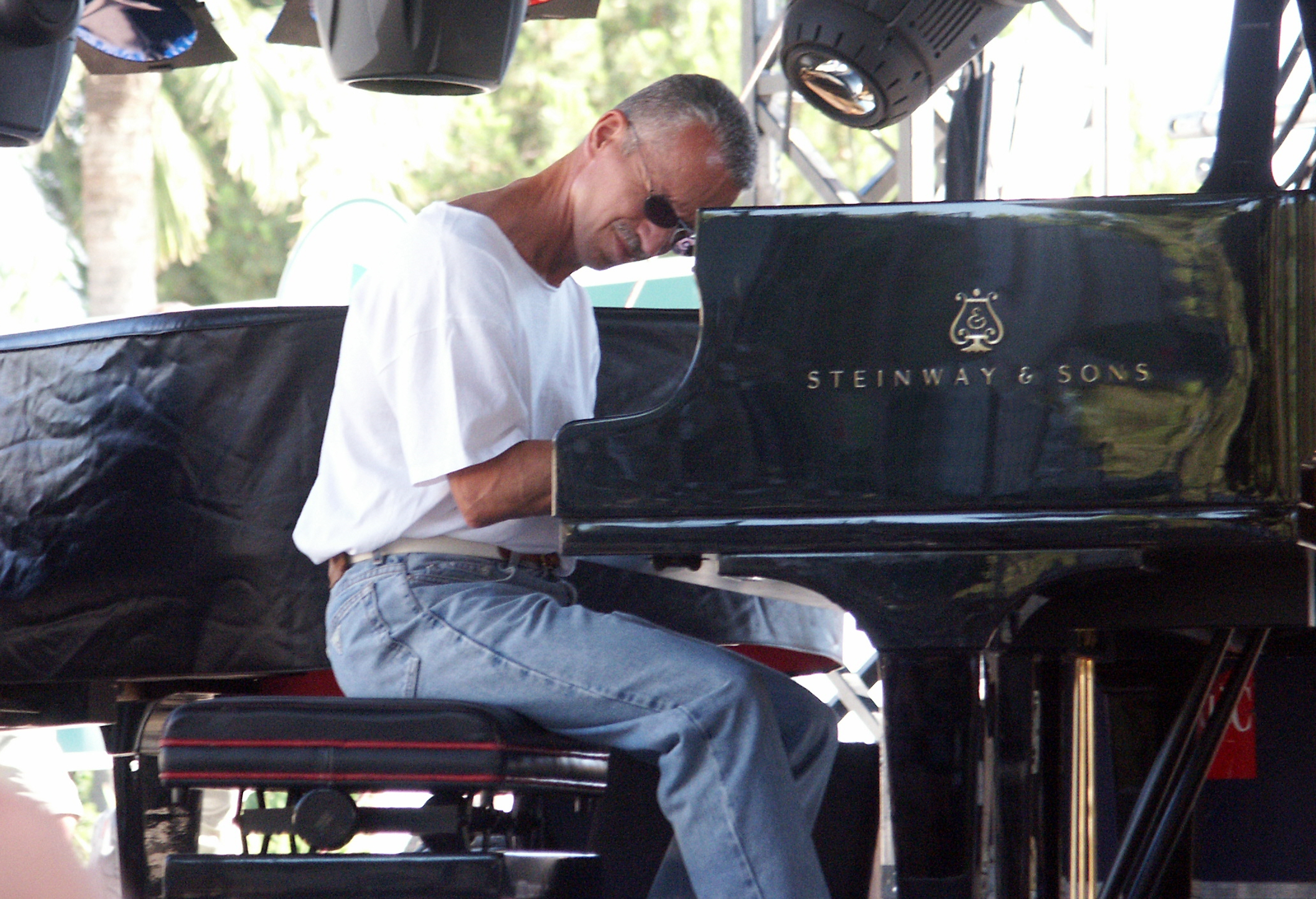
Keith Jarrett (2003)

Paris / London – Testament ist ein 2009 bei ECM Records veröffentlichtes Jazzalbum des US-amerikanischen Pianisten Keith Jarrett.

## Das Album
Das Album enthält Mitschnitte zweier Improvisations-Solokonzerte des Pianisten, die am 26. November 2008 im Salle Pleyel, Paris und am 1. Dezember 2008 in der Royal Festival Hall, London aufgenommen wurden.
Das Album wurde als 3-CD-Set am 6. Oktober 2009 veröffentlicht, enthält insgesamt zwanzig Titel, mit einer Gesamtspiellänge von 162 Minuten und 29 Sekunden. Die ersten acht Titel (auf CD1) stammen vom Konzert in Paris, die restlichen zwölf Titel (je 6 Titel verteilt auf CD2 und CD3) vom Konzert in London.
Was genau auf dem Album Paris / London – Testament zu hören ist, hat Tobias Litterst bei Laut.de gut beschrieben:
„Jarrett wartet mit all dem auf, was er in den zahlreichen Jahren seiner Karriere zur Meisterschaft führte. Die einzelnen Abschnitte ... bieten dissonante Staccato-Inventionen, großflächige Klangteppiche, wohlklingende Melodien und Boogie-Exkursionen mit den typischen Ostinatofiguren. Dieses breite Spektrum unterhält zwar und präsentiert sich auf einem extrem hohen Niveau, Verzückung will sich aber dennoch nicht einstellen. Das liegt weniger am Ausbleiben überraschender Innovationen; vielmehr klingen die Improvisationen oft eher nach hartem Kampf als nach losgelöster Kreativität. Während zahlreicher Langzeit-Läufe oder romantischer Akkordwanderungen beschleicht ... besonders beim Pariser Konzert der Eindruck, Jarrett suche verzweifelt nach einer geeigneten Fortführung seines akustischen Aufbruchs ins Ungewisse. Im Verlauf des Londoner Auftritts erscheint Jarrett glücklicherweise zunehmend inspirierter. Nach einem melancholischen Einstieg übernehmen schon bald Boogie und Blues das Regiment. Deren Energie überträgt sich sogar auf die Balladen. Auf diese Weise entsteht der abschließende ‚Part XII’. Das grandiose Stück beweist einmal mehr das Genie des Pianisten.“

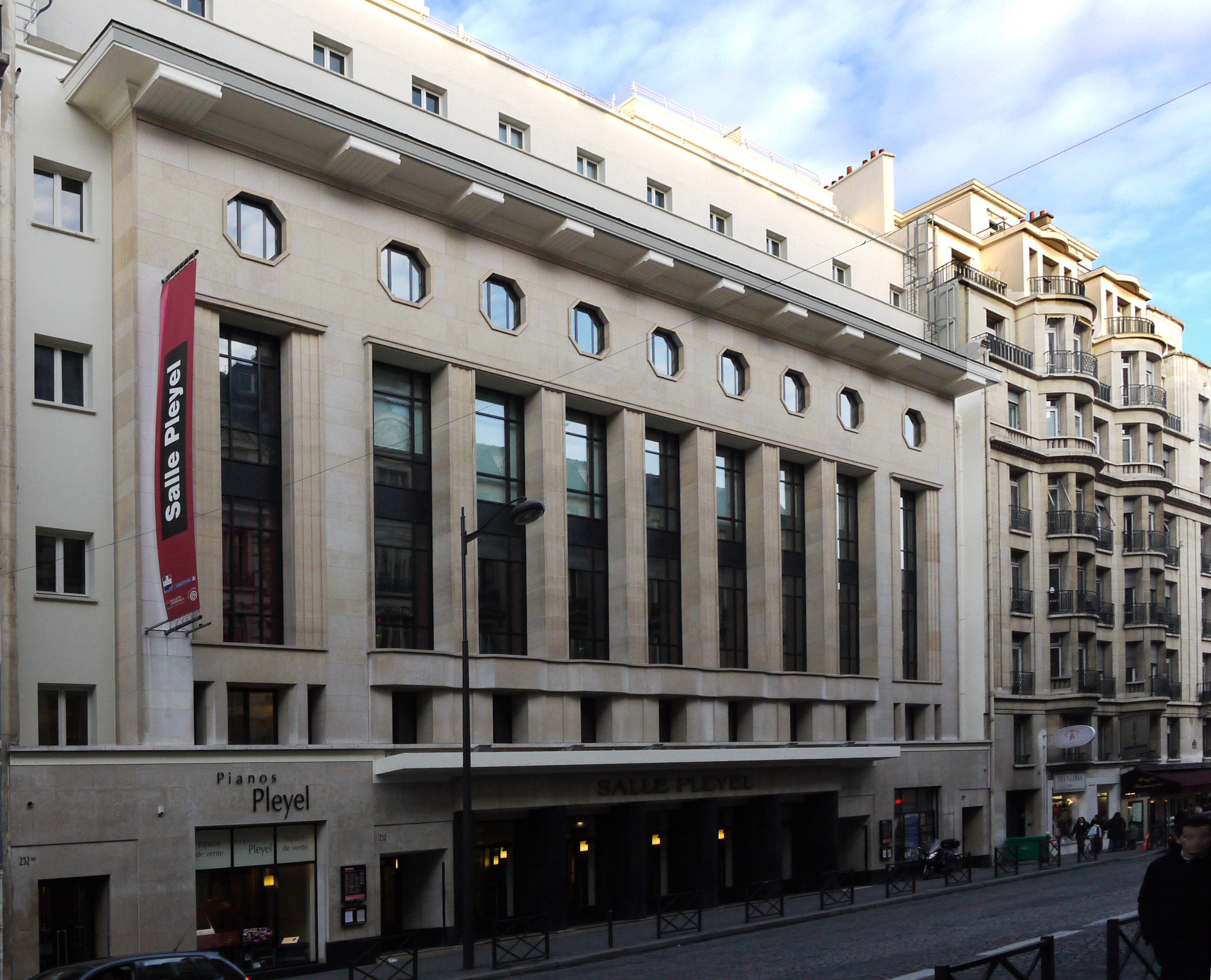
Der Salle Pleyel in Paris, Frankreich

Bei seinen Solokonzerten ist es der Anspruch von Keith Jarrett, ohne jede musikalische Vorüberlegung und ohne Plan „aus dem Nichts heraus“ Musik zu schaffen oder wie er es in den Liner Notes zu Paris / London – Testament formuliert hat „mit nichts zu beginnen und ein Universum zu bauen.“ Bereits in den 1980er Jahren führte er dazu aus:
„Es ist immer wieder, als würde ich nackt auf die Bühne treten. Das Wichtigste bei einem Solokonzert ist die erste Note, die ich spiele, oder die ersten vier Noten. Wenn sie genug Spannung haben, folgt der Rest des Konzerts daraus fast selbstverständlich. Solokonzerte sind so ziemlich die enthüllendste psychologische Selbstanalyse, die ich mir vorstellen kann.“
Für Wolfgang Sandner – den deutschen Biografen des Künstlers – sind Jarretts Solokonzerte „Besuche in der Werkstatt oder im Kreißsaal, Operationen am offenen Herzen der Musik unter Aufsicht der Öffentlichkeit.“ Sie bilden in seinem „Schaffen ein Kontinuum, bei dem sich … die stilistischen Merkmale immer wieder ähneln, die Ideen und Techniken virtuos mischen.“ Sie sind „oft ohne Vorlage oder formalen Entwurf, aus dem Augenblick heraus geschaffen, indem Jarrett in sich hineingehört, hellwach und schlafwandlerisch, impulsiv und neurochirurgisch alles von sich gegeben, sich abgerungen oder auch als Medium durch sich hindurchgelassen hat.“

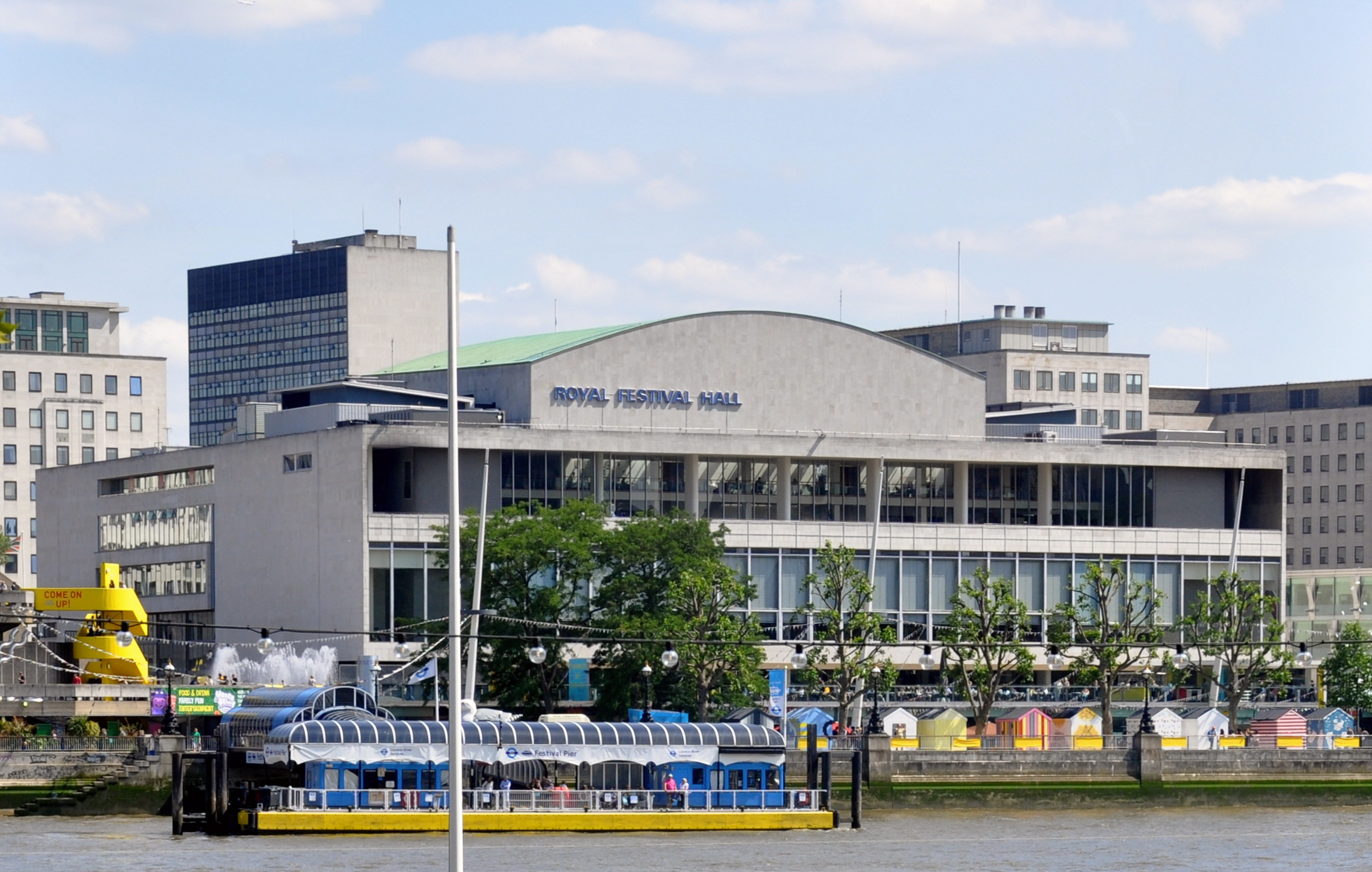
Die Royal Festival Hall in London, Großbritannien

Wie schon bei den beiden letzten veröffentlichten Solokonzerten Radiance (ECM, 2005) und The Carnegie Hall Concert (ECM, 2006) sind es auch bei Paris / London – Testament kürzere Improvisationen, hier mit einer Spieldauer zwischen 4 und 14 Minuten. Jarrett – der aus der Vergangenheit für seine langen und ausufernden Klavierimprovisationen bekannt war – erläuterte die Änderung seiner Spielpraxis in einem Interview mit Down Beat wie folgt: „Wenn ich anfange zu Spielen und nach anderthalb Minuten fühle, dass das Stück vorbei ist, werde ich aufhören. Es ist die Freiheit aufzuhören, wenn Aufhören richtig erscheint. Ich hatte mich in eine etwas zu komplizierte Situation gebracht, in der die Regeln, die ich für mich gemacht hatte, mich beherrscht haben – anstatt einfache Regeln zu haben, die mich zu etwas Neuem führen.“ Und Wolfgang Sandner kommentiert die im Laufe der Zeit geänderte Improvisationspraxis bei Keith Jarrett in seinem Buch folgendermaßen:
„Gegenüber den frühen, sagen wir: wild entschlossenen Einspielungen wirken die späteren Aufnahmen … strukturell konturierter, auch wenn er mit hochvirtuoser Fingerfertigkeit die Klangmassen auftürmt und der Töneverbrauch enorm ist … Der Eindruck ist nun viel mehr der eines Ad-hoc-Komponierens, wenn Jarrett improvisiert. Das bedeutet, wo früher ein Stück auch einmal aus den Fugen geriet, wie abrupt abgebrochen wirkte oder Klangschichten aneinanderstießen, die sich partout nicht verbinden lassen wollten, wird hier – trotz der Geschwindigkeit, mit der alles geschieht – eine übergeordnete Gestaltung spürbar, der Wille, etwas zusammenzufügen, was zusammen gehört.“
Die Konzerte in Paris und London waren durch besondere persönliche Umstände des Künstlers begleitet, die ihn stark belasteten. Er hatte „im Mai 2008 bereits vier Solokonzerte in Japan gegeben“ und war „anschließend im Trio mit Gary Peacock und Jack DeJohnette durch Europa und die USA getourt.“ Im Spätherbst 2008 erklärte er sich „spontan dazu bereit, für zwei weitere Solokonzerte noch einmal nach Europa zurückzukehren.“ Hintergrund seiner spontanen Entscheidung für die zusätzlichen Konzerte in Paris und London war, dass sich seine Ehefrau nach 30 Ehejahren von ihm getrennt hatte, wie er in den Liner Notes des Albums erläutert. „Ich änderte umgehend meine persönlichen Pläne um am Leben zu bleiben (Musik war seit 60 Jahren mein Leben) … Ich war in einem unglaublich zerbrechlichen emotionalen Zustand.“ Ein Zustand, den man den beiden Konzerten anhört. Für Wolfgang Sandner ist Paris / London – Testament „der Abgesang auf eine Epoche“, „eine Aufnahme mit Trauerflor, in der Jarrett keinen Hehl aus seiner Stimmung macht, bei der jeder Ton - vom Bebop-Mambo zur rauschenden Rhapsodie und vom letzten Jazz-Walzer zum Popsong – wie eine wehmütige Hommage an“ seine zweite Ehefrau „Rose Anne Colavito erscheint. Und zugleich wie eine Reminiszenz an die glorreiche Zeit des größten Klavierimprovisators unserer Tage.“
Nach dem 2009 veröffentlichten Album Paris / London - Testament vergehen zwei Jahre bis mit Rio (ECM, 2011) das nächste Album mit Solo-Improvisationen Keith Jarretts veröffentlicht wird.

## Die Mitwirkenden

### Der Musiker und sein Instrument
- Keith Jarrett – Piano

### Der Produktionsstab
- Sascha Kleis – Design
- Martin Pearson – Aufnahmetechnik
- Juan Hitters – Fotografie
- Rose Anne Jarrett – Fotografie
- Manfred Eicher – Produzent

## Die Titelliste
- Keith Jarrett: Paris/London – Testament (ECM 2130-32 (270 9585))

CD 1
1. Salle Pleyel, Paris – Part I – 13:48
2. Salle Pleyel, Paris – Part II – 10:36
3. Salle Pleyel, Paris – Part III – 7:05
4. Salle Pleyel, Paris – Part IV – 5:33
5. Salle Pleyel, Paris – Part V – 8:46
6. Salle Pleyel, Paris – Part VI – 6:30
7. Salle Pleyel, Paris – Part VII – 6:59
8. Salle Pleyel, Paris – Part VIII – 10:11

CD 2
1. Royal Festival Hall, London – Part I – 11:09
2. Royal Festival Hall, London – Part II – 8:10
3. Royal Festival Hall, London – Part III – 6:50
4. Royal Festival Hall, London – Part IV – 5:58
5. Royal Festival Hall, London – Part V – 10:34
6. Royal Festival Hall, London – Part VI – 6:52

CD 3
1. Royal Festival Hall, London – Part VII – 9:00
2. Royal Festival Hall, London – Part VIII – 8:01
3. Royal Festival Hall, London – Part IX – 3:56
4. Royal Festival Hall, London – Part X – 5:35
5. Royal Festival Hall, London – Part XI – 8:26
6. Royal Festival Hall, London – Part XII – 8:30

Alle Kompositionen stammen von Keith Jarrett.

## Die Rezeption
Die Rezeption des Albums in den deutschsprachigen Medien ist überwiegend positiv:
Manfred Papst schreibt in der Neue Zürcher Zeitung am Sonntag: „Diese beiden Konzerte … zeigen einen bald elegisch innigen, bald hymnisch jubelnden Jarrett – und in jedem Augenblick einen Mann, bei dem Virtuosentum und emotionale Tiefe korrelieren. … Wer wollte nicht ergriffen und beglückt einer Musik lauschen, die, wie es mystische Lehren in Ost und West nahelegen, nur einer spielen kann, der zuvor ganz leer geworden ist und dann aus dem Moment heraus etwas Unerhörtes erschafft.“
Sabine Meinert findet in der Financial Times Deutschland: „Viel zu rar hat sich der amerikanische Pianist zuletzt gemacht. Jetzt präsentiert er uns die Mitschnitte von zwei großartigen Solokonzerten in London und Paris. … Vom ersten Ton an zieht Jarrett die Zuhörer in seinen Bann… Jarrett lässt seine Finger Gefühle malen – eindringlich, treibend, energiegeladen oder rau und hungrig, bevor er mit fast kristallinem Anschlag winterliche Traumsilhouetten zaubert. Die Stücke wirken dabei wie wohlgerundete, in jahrelanger Kleinarbeit geformte Kompositionen – und sind doch Improvisationsmomente.“
Auch für Jazz-Fun ist es „ein fantastisches Konzertdokument in brillanter Klangqualität.“
Bezugnehmend auf die schlechte persönliche Verfassung Jarretts – aufgrund der Trennung von seiner zweiten Frau – kommentiert Roland Spiegel für BR-Klassik Online: „Die beiden Live-Aufnahmen … zeigen nicht etwa einen besonders zerknirschten, sondern einen besonders inspirierten Jarrett. Die Stimmungen, in denen er sich hier treiben lässt, packen einen sofort durch ihre Intensität. Dabei bedient sich Jarrett wieder einer fast enzyklopädischen Vielfalt der Klangsprachen. … Was Jarrett hier an die Mit- und Nachwelt weitergibt, ist es wert, dass man es behält.“
Aber es gibt im deutschsprachigen Raum auch verhaltenere Töne:
Laut.de findet: „Keith Jarrett bereichert die improvisierte Musik nach wie vor - auch wenn das aktuelle Werk nicht an die Genialität der Solokonzerte aus Köln, Bregenz oder der Carnegie Hall heran reicht.“
Und Culturmag identifiziert sogar „etliche ermüdende Stellen, an denen lau angerührter Brei wie subkutan verabreichter Schlaftrunk serviert wird. Doch dann ranken sich einzelne Akkorde, harmonisch arrangierte flotte Passagen wieder zu lichten Höhen empor, wo sie flugs in ekstatische Zonen driften.“
Ebenfalls positiv reagieren die internationalen Medien:
In seiner Rezension für All About Jazz vergibt John Kelman 4,5 von 5 Sternen und meint: „Testament - Paris / London ist eine weitere Spitzenleistung Jarretts und das ist umso bemerkenswerter, wenn man bedenkt wie viele Solodarbietungen er bereits veröffentlicht hat.“
Für Andy Gill in The Independent ist das Konzert „ein kostbares Zeugnis einer fiebrigen musikalischen Phantasie.“
Für John Fordham von The Guardian ist es „ein weiteres reichhaltiges Angebot von Jarrett, für all diejenigen, die keine Note aus dem Werk des begabten Gurus vermissen möchten.“
Stuart Nicholson schreibt in Jazzwise: „Keith Jarrett ist einer von wenigen Künstlern im Jazz, die von anhaltendem künstlerischen Wachstum Zeugnis geben, er verfeinert und verbessert nicht nur ständig sein Klavierspiel, sondern auch sein melodisches und harmonisches Konzept.“
Und Barry Witherden findet im BBC Music Magazine: „Jarrett klingt gleichermaßen emotional engagiert, ob bei vorzüglichen Balladen und impressionistischen Stücken, heftigen Experimental-Workouts oder kantigem Neo-Boogie. Jedes Konzert ist abwechslungsreich, engagiert und meisterhaft ausgestaltet.“